# Säugetiere Timors

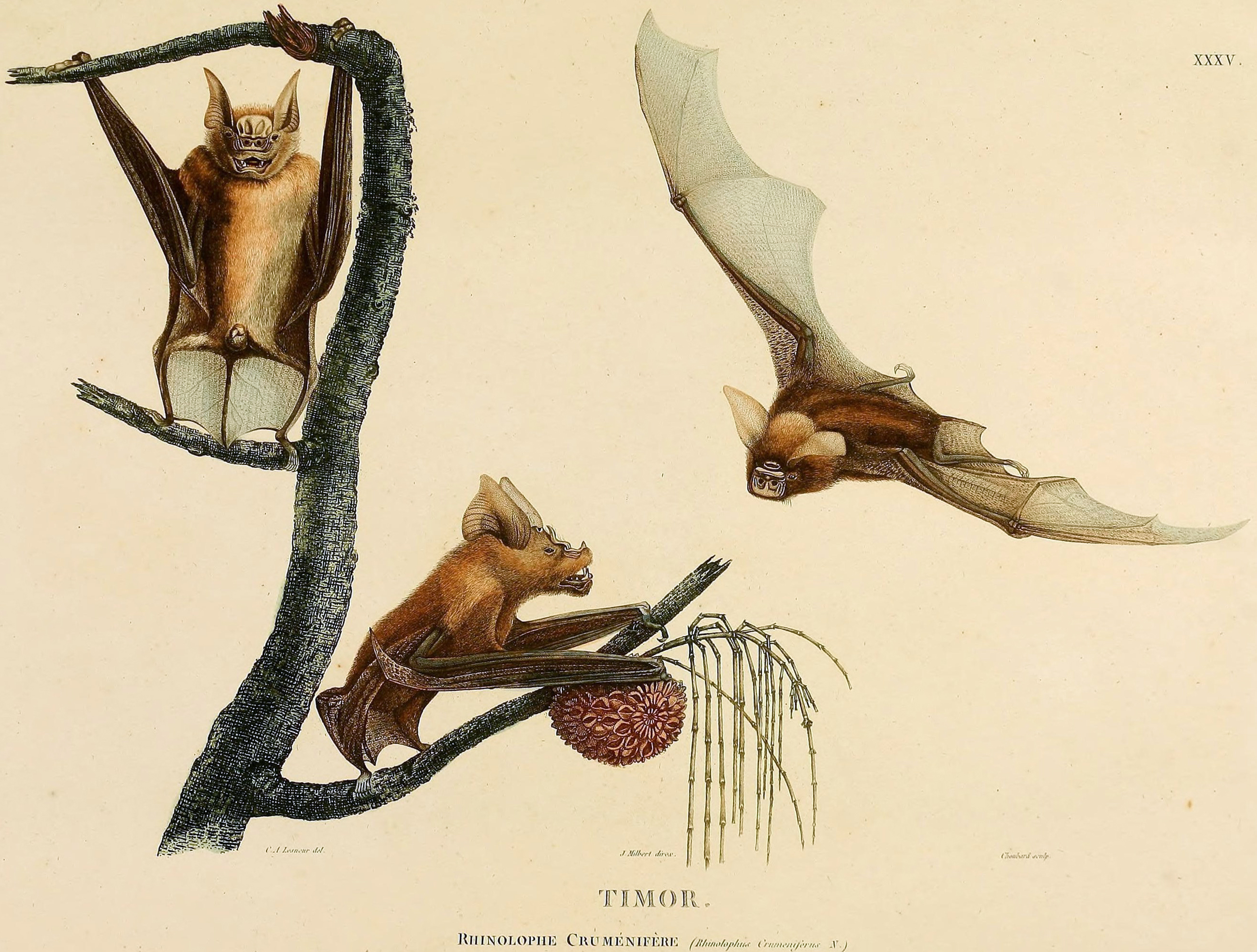
Timor-Blattnasenfledermaus

Die Liste der Säugetiere Timors führt die Säugetiere (Mammalia) auf, die auf der südostasiatischen Insel Timor leben.
Timor gehört zum Gebiet von Wallacea, weswegen die Fauna der Insel Teil der biogeographischen Übergangszone zwischen der asiatischen und der australischen Fauna darstellt. Die Zahl der Säugetiere aus der asiatischen Region ist auf Timor etwas größer, wobei aber die Artenvielfalt der Säuger allgemein eher gering ist. Die Insel ist von tiefen Meeresgräben umgeben, so dass sie selbst während der Eiszeiten, als der Meeresspiegel sank, nie eine direkte Verbindung mit dem australischen oder asiatischen Festland hatte.

## Fledertiere

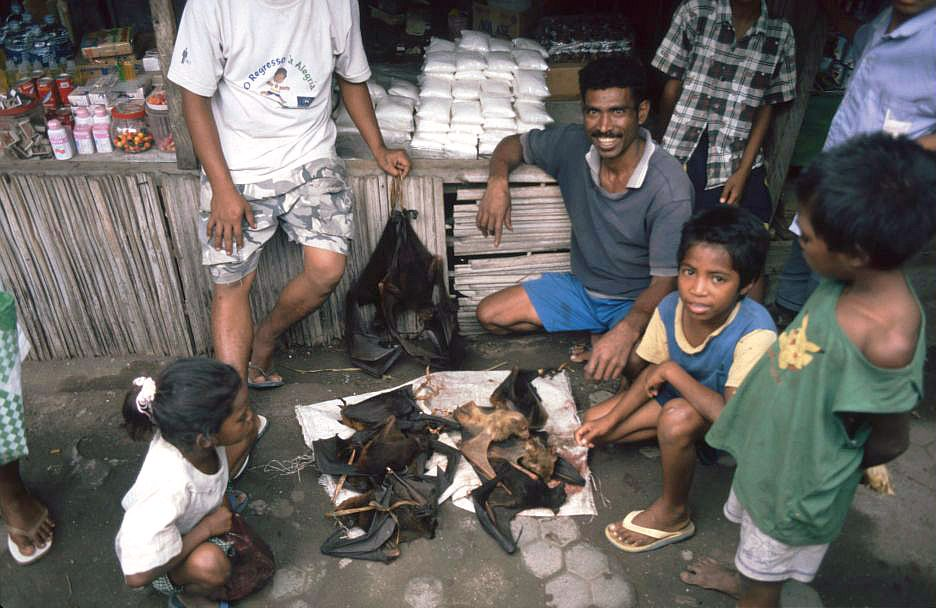
Flughunde auf dem Markt in Suai

Die Artenvielfalt der Fledertiere ist auf der Insel Timor relativ groß. Es gibt mehr als 30 verschiedene Arten. Flughunde spielen eine wichtige Rolle bei der Verteilung von Baumsamen.
Timor-Hufeisennase (Rhinolophus montanus) und Molukken-Flugfuchs (Pteropus chrysoproctus) sind endemisch. Ebenso von der Canuts Hufeisennase die Unterart R. c. timoriensis.

### Fledermäuse
| Fledermäuse                                      | Fledermäuse                                             | Fledermäuse |
| ------------------------------------------------ | ------------------------------------------------------- | --- |
| Deutscher Name                                   | Wissenschaftlicher Name                                 | Information |
| ?                                                | Harpiocephalus aff. harpia                              | 2004 und 2007 erstmals wissenschaftlich als Murina aff. cyclotis beschrieben, dann aber aufgrund des Schädels eher der Kleinen Haarflügelfledermaus (Harpiocephalus harpia) nahe gerückt |
| Zweifarbige Rundblattnase                        | Hipposideros bicolor                                    | Unterart: Hipposideros bicolor hilli. IUCN-Status: nicht gefährdet. |
| Timor-Rundblattnase                              | Hipposideros crumeniferus                               | [ 6 ] |
| Diadem-Rundblattnase                             | Hipposideros diadema                                    | Unterart: Hipposideros diadema diadema. IUCN-Status: nicht gefährdet. |
| Sumba-Rundblattnase                              | Hipposideros sumbae aff. rotiensis                      | Bestimmung der Unterart noch nicht gesichert. IUCN-Status: nicht gefährdet. |
| ?                                                | Kerivoula sp.                                           | 2004 und 2007 gefangen. Zuordnung läuft noch. |
| Kleine Australische Langflügelfledermaus         | Miniopterus australis                                   | Erstmals 1968 auf Timor wissenschaftlich nachgewiesen. IUCN-Status: nicht gefährdet. |
| Malaiische Langflügelfledermaus                  | Miniopterus magnater                                    | Erstmals 1968 auf Timor wissenschaftlich nachgewiesen. IUCN-Status: nicht gefährdet. |
| Ostaustralische Langflügelfledermaus             | Miniopterus oceanensis                                  | Früher fehlerhaft als Schreibers Langflügelfledermaus (M. schreibersii) beschrieben. IUCN-Status: nicht gefährdet. |
| Philippinische Langflügelfledermaus              | Miniopterus paululus                                    | [ 7 ] |
| Kleine Asiatische Langflügelfledermaus           | Miniopterus pusillus                                    | Erstmals 1968 auf Timor wissenschaftlich nachgewiesen. Verschiedene Unterarten auf Timor. IUCN-Status: nicht gefährdet. |
| ?                                                | Murina aff. florium                                     | 2004 gefangen. Zuordnung läuft noch. |
| Südasiatische Wasserfledermaus                   | Myotis adversus                                         | Unterart: Myotis adversus adversus. 1995 in Westtimor beschrieben. IUCN-Status: nicht gefährdet. |
| ?                                                | Nyctophilus sp.                                         | Bei den Exemplare, die 2004 nahe Maubisse gefangen wurden, könnte es sich um Sunda-Langohren (Nyctophilus heran) handeln, die auch auf Lembata vorkommen. Es ist eher unwahrscheinlich, dass es sich bei ihnen um das Timor-Langohr (Nyctophilus timoriensis) handelt, wie 2009 beschrieben. |
| ?                                                | Pipistrellus sp.                                        | Erstmals 1968 auf Timor wissenschaftlich nachgewiesen und als Timor-Zwergfledermaus Pipistrellus tenuis beschrieben. Weitverbreitet um die Dörfer herum. Seit 2007 wird die Zuordnung zu P. tenuis in Frage gestellt.                                                                        |
| Borneo-Hufeisennase                              | Rhinolophus borneensis                                  | Erstmals 1968 auf Timor wissenschaftlich als neue Unterart R. b. parvus nachgewiesen. |
| Canuts Hufeisennase                              | Rhinolophus canuti                                      | Timoresische Unterart Rhinolophus canuti timoriensis. IUCN-Status: gefährdet. |
| Sulawesi-Hufeisennase                            | Rhinolophus celebensis                                  | Unterart: Rhinolophus celebensis parvus. IUCN-Status: nicht gefährdet. |
| Creagh-Hufeisennase                              | Rhinolophus creaghi                                     | Erstmals 1968 auf Timor wissenschaftlich als neue Unterart R. c. timorensis nachgewiesen. |
| Timor-Hufeisennase                               | Rhinolophus montanus                                    | Erstmals 1968 auf Timor als neue Unterart R. philippinensis montanus wissenschaftlich nachgewiesen. 2002/2003 als eigenständige Art definiert. Endemisch auf Timor. IUCN-Status: ungenügende Datengrundlage.                                                                                 |
| ?                                                | Rhinolophus aff. philippinensis                         | 2007 wurden Exemplare, die Ähnlichkeiten zu bekannten Hufeisennasen, aber einen anderen Ruf als die Timor-Hufeisennase haben. Möglicherweise R. p. achilles, R. p. maros oder neues Taxon. IUCN-Status: nicht beurteilt.                                                                     |
| Nacktrücken-Taschenfledermaus                    | Saccolaimus saccolaimus (ehemals Taphozous saccolaimus) | Erstmals 1968 wissenschaftlich nachgewiesen. IUCN-Status: nicht gefährdet. |
| Sody-Hausfledermaus                              | Scotophilus collinus                                    | Wurde 2004 fehlerhaft als neue Art der Grabfledermäuse (Taphozous) interpretiert. IUCN-Status: nicht gefährdet. |
| Kleine Asiatische Hausfledermaus                 | Scotophilus kuhlii (ehemals Vespertilio temminckii)     | Unterart Scotophilus kuhlii temminckii. |
| Nördliche Breitnasenfledermaus                   | Scotorepens sanborni                                    | Bisher nur in Westtimor beschrieben, aber wahrscheinlich auch im Osten zu finden. IUCN-Status: nicht gefährdet. |
| Braunbart-Grabfledermaus                         | Taphozous achates                                       | 1995 in Westtimor gefangen. IUCN-Status: ungenügende Datenlage. |
| Schwarzbart-Grabfledermaus oder Tempelfledermaus | Taphozous melanopogon                                   | Erstmals 1968 auf Timor wissenschaftlich nachgewiesen. IUCN-Status: nicht gefährdet. |
| Große Bambusfledermaus                           | Tylonycteris robustula                                  | Im Natural History Museum in London befinden sich zwei historische Exemplare, die das Vorkommen auf Timor belegen sollen. Weitere Sichtungen sind bisher auf Timor nicht bekannt. IUCN-Status: nicht gefährdet.                                                                              |

### Flughunde
| Flughunde                       | Flughunde                                          | Flughunde |
| ------------------------------- | -------------------------------------------------- | --- |
| Deutscher Name                  | Wissenschaftlicher Name                            | Information |
| Sunda-Flughund                  | Acerodon mackloti (ehemals Pteropus macklotii)     | Unterart: Acerodon mackloti mackloti. Belegt durch Fang bei Lospalos. IUCN-Status: gefährdet. |
| Gemeiner Kurznasenflughund      | Cynopterus brachyotis                              | IUCN gibt Timor als Verbreitungsort für die Art an. Möglicherweise zuvor verwechselt mit Indischen Kurznasenflughund (Cynopterus sphinx).                                                           |
| Indischer Kurznasenflughund     | Cynopterus sphinx                                  | Laut Forschung von 1968. IUCN gibt Timor nicht als Verbreitungsort für die Art an. Dort möglicherweise als Gemeiner Kurznasenflughund (Cynopterus brachyotis) aufgeführt.                           |
| Indonesischer Kurznasenflughund | Cynopterus titthaecheilus                          | IUCN-Status: nicht gefährdet. |
| Molukken-Nacktrückenflughund    | Dobsonia moluccensis                               | Nur bekannt von einem unveröffentlichten Bericht, anhand eines Museumsexemplars. Vorkommen fraglich. Am nächsten gelegenes, bestätigtes Vorkommen auf der Insel Roti. IUCN-Status: nicht gefährdet. |
| Westlicher Nacktrückenflughund  | Dobsonia peronii                                   | Unterart: Dobsonia peronii peronii. Beobachtet an der Lene-Hara-Höhle. IUCN-Status: nicht gefährdet.                                                                                                |
| Kleiner Langzungenflughund      | Eonycteris spelaea (ehemals Macroglossus spelaeus) | Erstmals 1968 auf Timor wissenschaftlich nachgewiesen. IUCN-Status: nicht gefährdet. |
| ?                               | Macroglossus lagochilus                            | Unterart Macroglossus lagochilus lagochilus. |
| Zwerg-Langzungenflughund        | Macroglossus minimus                               | Unterart Macroglossus minimus lagochilus. Erstmals 1968 auf Timor wissenschaftlich nachgewiesen. IUCN-Status: nicht gefährdet.                                                                      |
| Pallas-Röhrennasenflughund      | Nyctimene cephalotes                               | [ 5 ] |
| Keast-Röhrennasenflughund       | Nyctimene keasti                                   | Keine Beobachtungen auf Timor mehr seit 1912. IUCN-Status: gefährdet. |
| Grauer Flughund                 | Pteropus griseus                                   | IUCN-Status: ungenügende Datengrundlage. |
| Lombok-Flughund                 | Pteropus lombocensis                               | Vorkommen auf Timor fragwürdig. IUCN-Status: gefährdet. |
| Temminck-Flughund               | Pteropus temminckii                                | IUCN-Status: gefährdet |
| Kalong                          | Pteropus vampyrus                                  | Unterart Pteropus vampyrus edulis IUCN-Status: potenziell gefährdet. |
| Geoffroys Flughund              | Rousettus amplexicaudatus                          | IUCN-Status: nicht gefährdet. |

## Flugunfähige Landsäugetiere

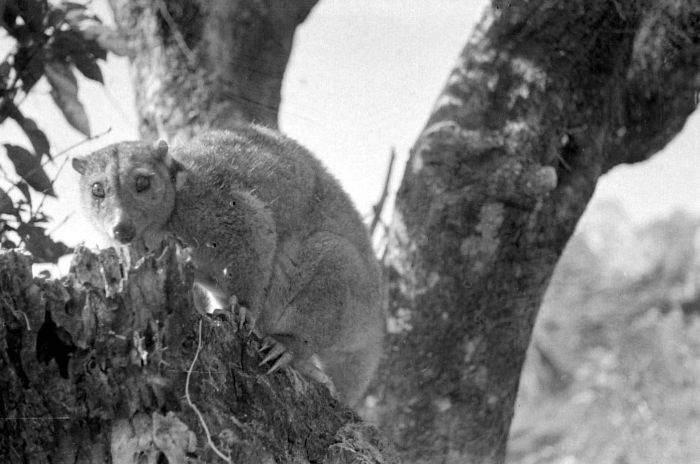
Ein Grauer Kuskus auf Timor, 1937

Timorspitzmaus (Crocidura tenuis) und Timorratte (Rattus timorensis) kommen nur auf Timor vor, sind also endemisch.
Bis auf Java-Spitzmaus (Crocidura maxi), Reisfeldratte (Rattus argentiventer), Timorspitzmaus und Timorratte gelten alle anderen Arten als eingeführt oder eingewandert. So wurde der Graue Kuskus (Phalanger orientalis) vor 9000 Jahren von Menschen aus Neuguinea nach Timor eingeführt. Als Beuteltier stellt er einen typischen Vertreter der australischen Tierwelt dar. Kuskuse sind für Timoresen eine beliebte Jagdbeute für den Kochtopf. Sie sind eine der Hauptjagdbeuten der einheimischen Bevölkerung. Die ältesten Spuren, die man vom Grauen Kuskus an der Ostspitze Timors fand, werden auf das frühe Holozän datiert. Auch beim Javaneraffe (Macaca fascicularis) ging man ursprünglich von einer Einführung durch den Menschen aus – DNA-Vergleiche, die 2017 veröffentlicht wurden, zeigen aber, dass die Population auf Timor seit einer Million Jahren von den anderen Javaneraffen Südostasiens isoliert ist.
Überreste von Hunden und Schweinen weisen darauf hin, dass sie erst zur Zeit der Einführung der Töpferei auf Timor vor 3500 Jahren auf der Insel erschienen. Als weitere Haustiere wurden das Sulawesi-Pustelschwein, Wasserbüffel, Balirinder, Hühner, Katzen, Ziegen und Pferde eingeführt. Das Timor-Pony ist die einheimische Pferderasse.
Auffällige Säuger lebten auf Timor in der vorgeschichtlichen Zeit. Hier entwickelten sich, wie auf Java, Sulawesi und Flores, eine Zwergform des Stegodon mit nur 1,2 Metern Schulterhöhe und Riesenratten, wie die Bühler-Timor-Ratte (Coryphomys buehleri), deren Überreste man in einer Kalksteinhöhlen im indonesischen Westtimor fand. 2010 entdeckte man in Osttimor die Überreste der Musser-Timor-Ratte (Coryphomys musseri), die mit 6 kg wohl die größte Spezies dieser Gattung repräsentieren dürfte. Sie ist vermutlich vor 1000 bis 2000 Jahren ausgestorben.
| Flugunfähige Landsäugetierarten auf Timor | Flugunfähige Landsäugetierarten auf Timor | Flugunfähige Landsäugetierarten auf Timor |
| ----------------------------------------- | ----------------------------------------- | --- |
| Deutscher Name                            | Wissenschaftlicher Name                   | Information |
| Mähnenhirsch                              | Cervus timorensis                         | IUCN-Status: gefährdet. Eingeführt. |
| Südostasiatische Spitzmaus                | Crocidura fuliginosa                      | IUCN-Status: nicht gefährdet. Eingeführt. |
| Java-Spitzmaus                            | Crocidura maxi                            | IUCN-Status: nicht gefährdet. Einheimisch. |
| Sunda-Spitzmaus                           | Crocidura monticola                       | IUCN-Status: nicht gefährdet. Eingeführt. |
| Timorspitzmaus                            | Crocidura tenuis                          | IUCN-Status: nicht gefährdet. Einheimisch. |
| Javaneraffe                               | Macaca fascicularis                       | IUCN-Status: nicht gefährdet. |
| Asiatische Hausmaus                       | Mus musculus castaneus                    | Eingeführt. |
| Hausmaus                                  | Mus musculus musculus                     | IUCN-Status: nicht gefährdet. Eingeführt. |
| Flores-Riesenratte                        | Papagomys armandvillei                    | Eingeführt. |
| Fleckenmusang                             | Paradoxurus hermaphroditus                | IUCN-Status: nicht gefährdet. Vor 3500 Jahren eingeführt. 2014 wurde die Spezies in P. hermaphroditus, P. musangus und P. philippinensis aufgeteilt. Auf der Timor benachbarten kleinen Insel Roti leben P. musangus. Zu welcher Spezies die Musangs auf Timor und Atauro gehören, wurde bisher noch nicht untersucht. |
| Gleichfarbkuskus                          | Phalanger gymnotis                        | Eingeführt. |
| Grauer Kuskus                             | Phalanger orientalis                      | Vor 9000 Jahren eingeführt. |
| Reisfeldratte                             | Rattus argentiventer                      | IUCN-Status: nicht gefährdet. Einheimisch. |
| Pazifische Ratte                          | Rattus exulans                            | IUCN-Status: nicht gefährdet. Eingeführt. |
| Wanderratte                               | Rattus norvegicus                         | IUCN-Status: nicht gefährdet. Eingeführt. |
| Hausratte                                 | Rattus rattus                             | IUCN-Status: nicht gefährdet. Eingeführt. |
| Asiatische Hausratte                      | Rattus tanezumi                           | IUCN-Status: nicht gefährdet. Eingeführt. |
| Timorratte                                | Rattus timorensis                         | Von der Timorratte kennt man bisher nur ein Exemplar, das 1990 gefangen wurde. IUCN-Status: ungenügende Datenlage. Einheimisch. |
| Moschusspitzmaus                          | Suncus murinus                            | Unterart: Suncus murinus mulleri. IUCN-Status: nicht gefährdet. Eingeführt. |
| Sulawesi-Pustelschwein                    | Sus celebensis (auch Sus timoriensis)     | Eingeführt. |

## Meeressäuger

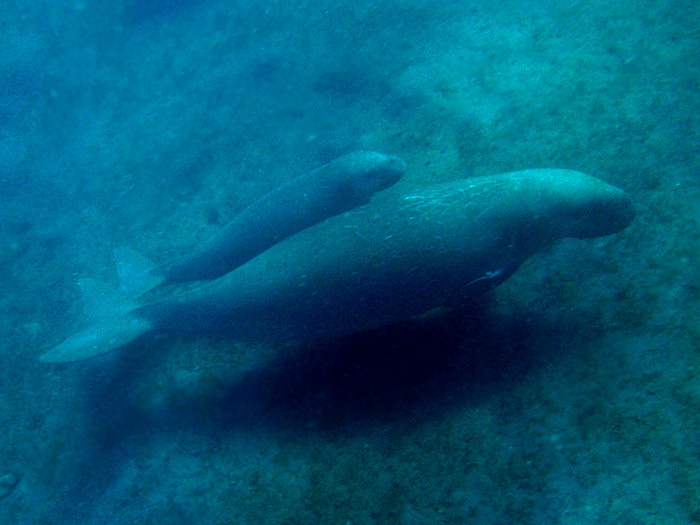
Dugongs an der Nordküste Osttimors

An den Küsten der Region findet sich der Dugong, der zu den Seekühen gehört. An der Nordküste kommen auf ihren Wanderungen mindestens 24 verschiedene Delfine und Walarten vorbei. Die Delfine tauchen regelmäßig in gemeinsamen Gruppen aus verschiedenen Arten mit bis zu hundert Tieren auf.
| Meeressäuger in den Gewässern um Timor (unvollständig) | Meeressäuger in den Gewässern um Timor (unvollständig) | Meeressäuger in den Gewässern um Timor (unvollständig)                                                                                                  |
| ------------------------------------------------------ | ------------------------------------------------------ | --- |
| Deutscher Name                                         | Wissenschaftlicher Name                                | Information |
| Dugong                                                 | Dugong dugon                                           | |
| Blauwal                                                | Balaenoptera musculus                                  | In der Straße von Wetar werden regelmäßig Blauwale in kleinen Gruppen von zwei bis sechs Tieren gesichtet. Darunter sind auch Kälber mit ihren Müttern. |
| Buckelwal                                              | Megaptera novaeangliae                                 | |
| Kurzflossen-Grindwal                                   | Globicephala macrorhynchus                             | [ 25 ] |
| Pottwal                                                | Physeter catodon                                       | [ 25 ] |
| Breitschnabeldelfin                                    | Peponocephala electra                                  | [ 25 ] |
| Ostpazifischer Delfin                                  | Stenella longirostris                                  | [ 25 ] |
| Schlankdelfin                                          | Stenella attenuata                                     | [ 25 ] |
| Borneodelfin                                           | Lagenodelphis hosei                                    | [ 25 ] |